# 行为分析小组
行为分析小组（Behavioral Analysis Unit，BAU）是美国联邦调查局国家暴力犯罪分析中心（NCAVC）下设的一个部门。该部门旨在运用行为科学分析来协助犯罪调查。国家暴力犯罪分析中心和行为分析小组的主要任务是提供行为基础调查和/或通过将案例经验、调查和训练应用到时效性的罪案中以提供作战保障，特别是涉及到有暴力倾向的案件。

## 组织结构
国家暴力犯罪分析中心（NCAVC）下设4个行为分析小组，分别是：行为分析一组（反恐/威胁测评），行为分析二组（伤害成人案件），行为分析三组（伤害儿童案件）以及暴力犯罪缉捕计划（ViCAP）。国家暴力犯罪分析中心是美国联邦调查局重要事件反应小组组织机构之一。行为分析小组的总部位于弗吉尼亚州的匡提科。

## 大众影响力
行为分析小组被诸如《犯罪心理》的电视剧带入大众视野中。电视剧《犯罪心理》讲述的是一支联邦调查局心理侧写队伍到全国各地协助当地执法部门侦破各式案件的故事。
哥伦比亚广播公司的电视剧《犯罪心理》和它的衍生作品《犯罪心理：嫌犯动机》描写的都是行为分析小组的故事。汤玛斯·哈里斯出版的汉尼拔·莱克特系列小说以及由小说改编的几部电影（《孽欲杀人夜》、《沉默的羔羊》、《人魔》和《红龙》）描写的也是 行为分析小组的前身行为科学小组（Behavioral Science Unit，BSU)的故事。还有NBC播出的根据汤玛斯·哈里斯小说改编的电视剧《双面人魔》。《法律与秩序：特殊受害者》的第九季第十二集“Signature”也主要塑造了一个来自行为分析小组成员的故事。还有，HBO的电视剧《火线 》第五季的“Clarifications”集中，两名警探到了位于匡提科的行为分析小组咨询了他们正在调查的一个假扮的连环杀手的侧写。
实际上联邦调查局中并没有电影和电视剧中所描写的心理侧写师这一职位。

## 批判
行为分析小组的工作人员人员通过运用心理特征勾画的方法来描绘罪犯。心理特征勾画的支持者会举出很多例子来证明其在破案过程中的重要性。比如，北卡罗来纳州的一个流浪汉在行为分析小组的侧写后被逮捕了，而之前当地警方并没能够成功破案。尽管大众媒体心中行为侧写很有用，但这并没有被实证检验。